# Robert Mulligan
Robert Mulligan (Nova York, 23 d'agost de 1925 - Lyme (Connecticut), 20 de desembre de 2008) fou un director de cinema estatunidenc.
Va estudiar en la Universitat de Fordham abans de servir en els cossos de la Marina estatunidenca durant la Segona Guerra Mundial. En finalitzar aquesta, va entrar a treballar al departament de redacció del diari New York Times, si bé el va abandonar aviat per a iniciar la seva carrera en el món de la televisió.
Empleat per la cadena CBS, Mulligan es va forjar a la televisió en llocs auxiliars, treballant com noi dels encàrrecs. Va perseverar en el seu treball, aprenent els secrets del mitjà, de tal forma que el 1948 ja es trobava dirigint importants sèries dramàtiques. El 1959 va guanyar un Emmy pel seu treball de direcció en The Moon and Sixpence, una producció televisiva que va suposar el debut televisiu als Estats Units de Laurence Olivier. El 1960 Robert Mulligan, germà de l'actor Richard Mulligan, va dirigir la seva primera pel·lícula per a la pantalla gran i dos anys després va rebre un enorme reconeixement així com sengles nominacions com millor director en els Premis Oscar i els premis del Sindicat de Directors d'Amèrica per la seva obra To Kill a Mockingbird basada en la novel·la de Harper Lee.
El 1972 seria nominat també per a rebre un Globus d'Or al millor director i un nou premi del Sindicat de Directors d'Amèrica per la reeixida Estiu del 42.
Morí el 20 de desembre de 2008 a Lyme (Connecticut, Estats Units), a l'edat de 83 anys, degut a problemes al cor.

## Filmografia[4]
- L'estiu de la meva vida (1991)
- Clara's Heart (1988)
- Kiss Me Goodbye (1982)
- Stone, sang calenta (Bloodbrothers) (1978)
- Same Time, Next Year (1978)
- The Nickel Ride (1974)
- The Other (1972)
- Estiu del 42 (1971)
- Buscant la felicitat (1971)
- La nit dels gegants (1969)
- Escala prohibida (Up the Down Staircase) (1967)
- La rebel (Inside Daisy Clover) (1965)
- Baby the Rain Must Fall (1965)
- Love with the Proper Stranger (1963)
- To Kill a Mockingbird (1962)
- The Spiral Road (1962)
- Quan arriba setembre (Come September) (1961)
- The Great Impostor (1961)
- Perduts a la gran ciutat (The Rat Race) (1960)
- Fear Strikes Out (1957)